# ジョー・デービッドソン
ジョー・デービッドソン (英語: Jo Davidson) として知られた、ジョゼフ・デービッドソン（1883年3月30日 - 1952年1月2日）は、アメリカ合衆国の彫刻家。 強い印象を残す写実的な肖像としての胸像を得意としたが、対象者にポーズをとらせることよりも、相手と話しながら、よく観察することに重きをおいて制作にあたった。おもな造型の手法としては粘土を用いたが、完成した作品は、テラコッタやブロンズで仕上げられることが多く、大理石に刻まれることもあった。

## 経歴

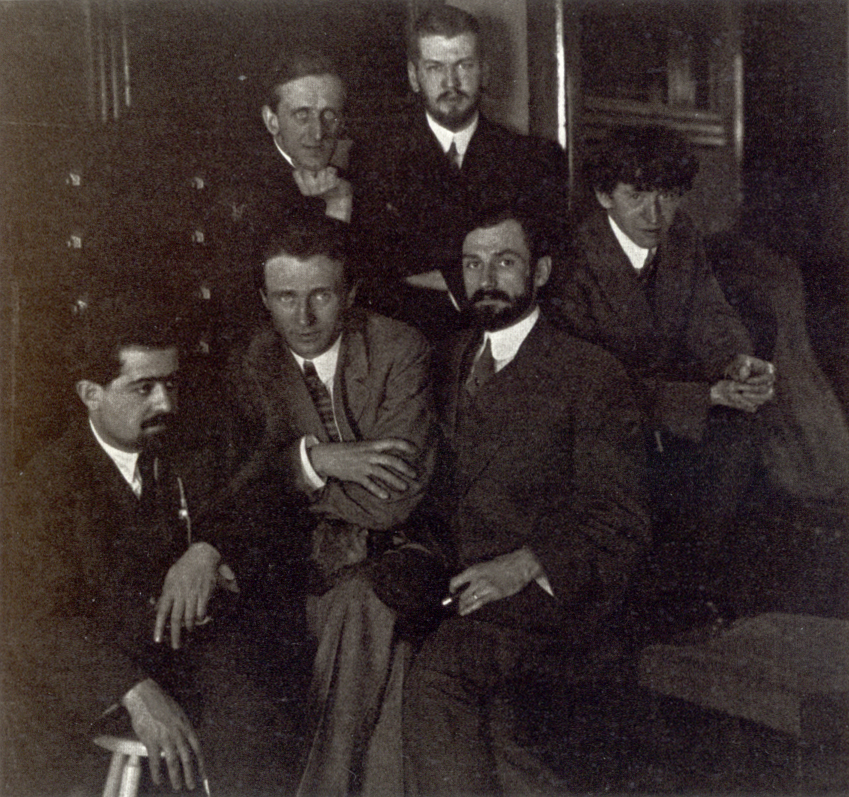
'「モダニズム派の若きアメリカ人芸術家たち (Young American Artists of the Modern School)」
（前列左から右へ）デービッドソン、エドワード・スタイケン、アーサー・B・カールス、ジョン・マリン、（後列） マースデン・ハートレー、ローレンス・フェローズ (Laurence Fellows)、1911年ころ撮影、　ベイツ大学美術館蔵。

デービッドソンはニューヨークに生まれ、教育を受けた。その後、イェール大学に学んだが、彫刻家を志して中退し、ハーモン・アトキンス・マクニールのアトリエで働くようになった。その後、パリに渡り、1907年にパリ国立高等美術学校 （École nationale supérieure des Beaux-Arts) に入って彫刻を学んだ。アメリカ合衆国に帰国後、ガートルード・ヴァンダービルト・ホイットニーと知り合い、作品をいくつか購入してもらった。
1911年、デービッドソンは最初の個展をギャラリーで開催した。1927年に、石油事業で知られたE・W・マーランドがオクラホマ州ポンカ・シティで、「パイオニア・ウーマン」像の制作競技をおこなった際には、招聘された12人の彫刻家の一人となった。ただし、この時は、委嘱には至らなかった。
1934年、 デービッドソンは、ナショナル・アカデミー・オブ・デザインのメイナード賞 (Maynard Prize) を受賞した。1944年には、ナショナル・アカデミー・オブ・デザインの準会員 (Associate Academician) に選出された。1947年には、アメリカ文学芸術アカデミーが、デービッドソンの作品を200点近く展示する回顧展を開催した。フィラデルフィア美術館で開催された第3回国際彫刻展に出品した250人の彫刻家のひとりであった。

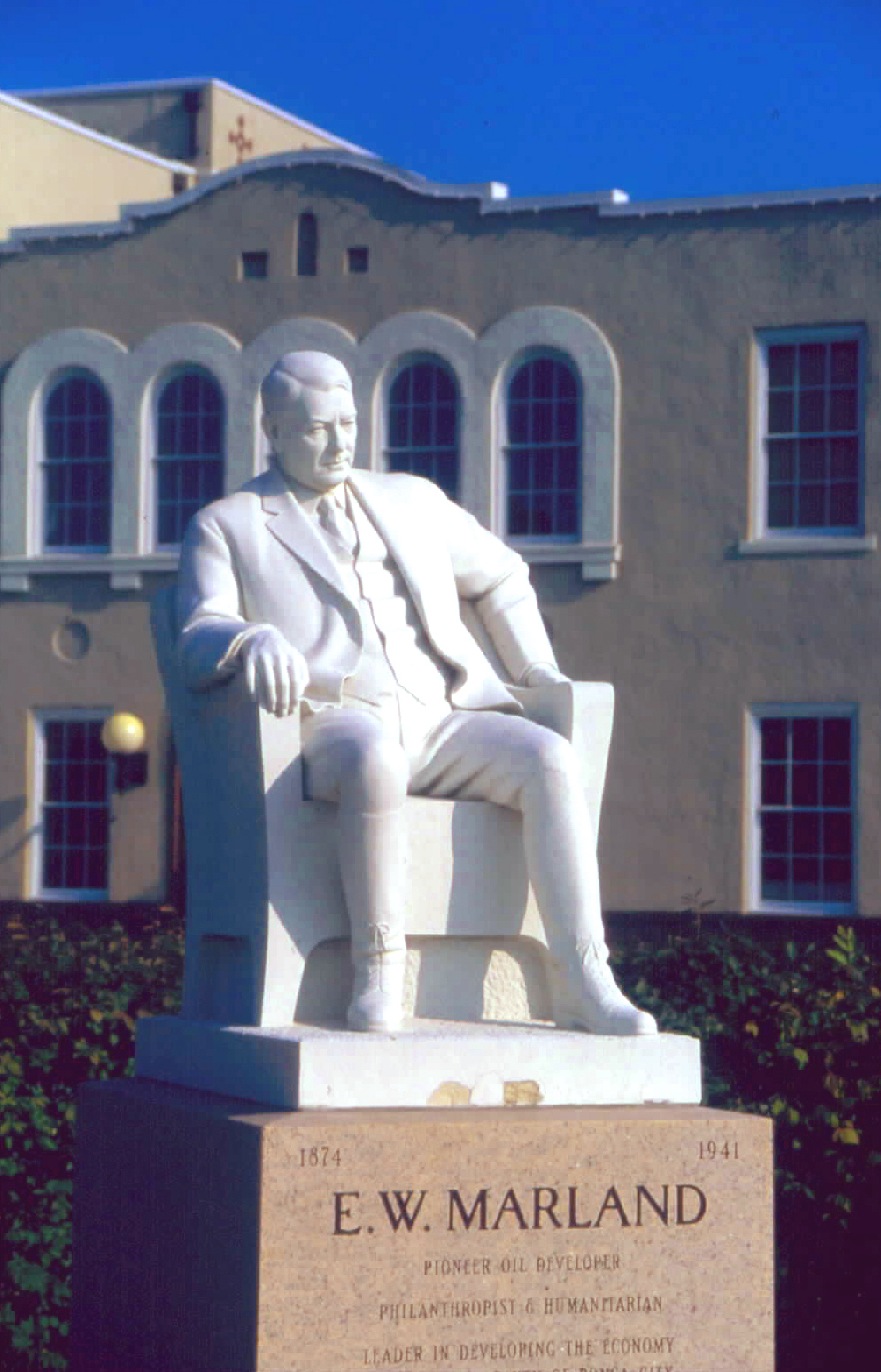
E・W・マーランド像、オクラホマ州ポンカ・シティ。

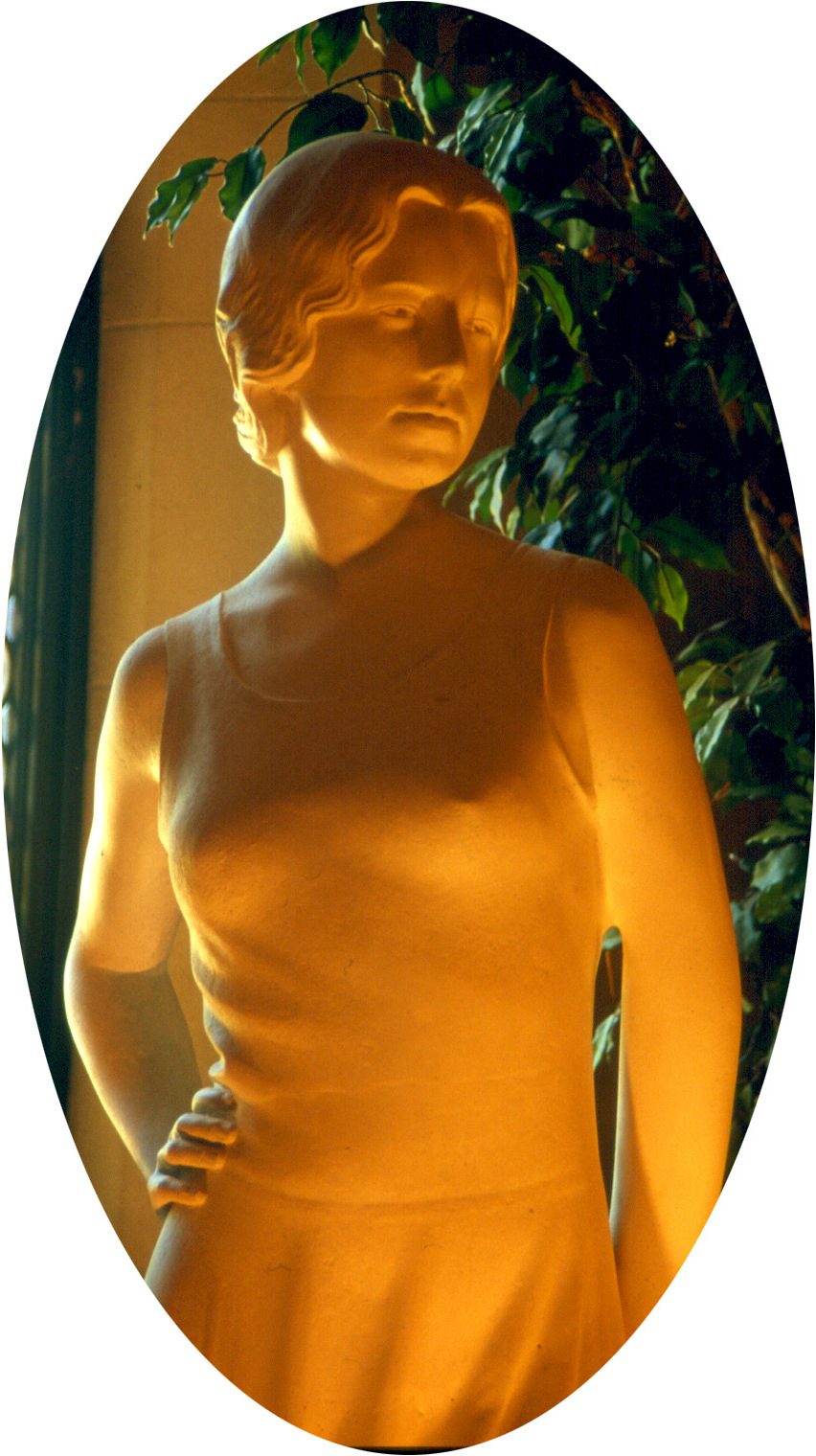
リディ・マーランド像。

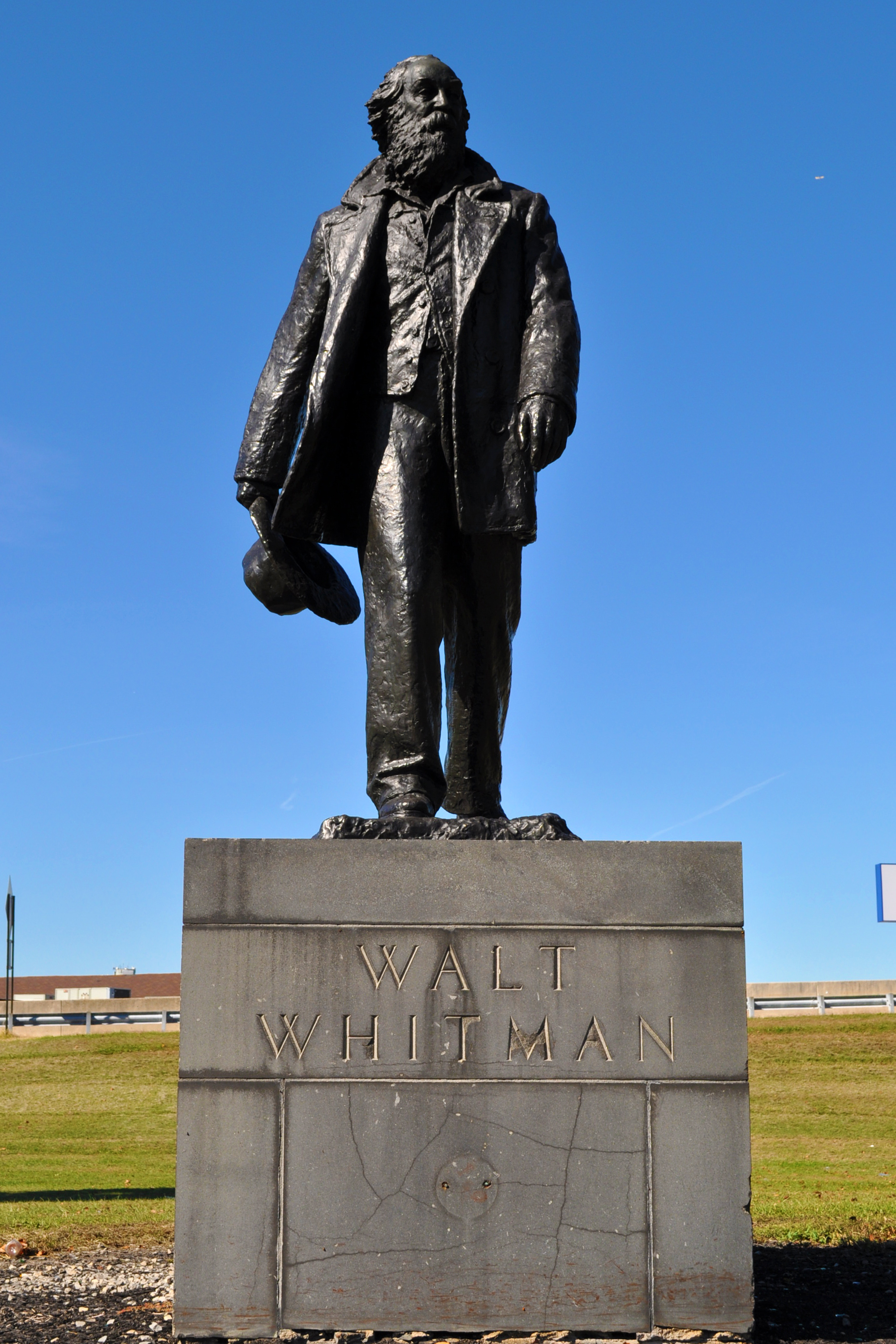
ウォルト・ホイットマン橋のフィラデルフィア側の入口に立つウォルト・ホイットマン像。

デービッドソンが委嘱された作品の中には、合衆国戦争産業バッジ　（United States War Industries badge)、フランス海兵隊 （Troupes de marine）]の最初の勝利を記念するフランス政府の徽章類、第一次世界大戦の連合国の指導者たちのブロンズ像などが含まれていた。世界各国の指導者たちや有名人たちの肖像を彫刻として作成したことによって、デービッドソンは国際的な名声を得た。彼は、E・W・マーランドと、そのふたりの養子たちの全身像も作成した。

## 委嘱作品が制作された人物
デービッドソンが制作した著名人の像は、300体以上にのぼるとされている、
- ジェームス・バリー (James Barrie)
- ニコラス・マレイ・バトラー (en:JNicholas Murray Butler)
- チャーリー・チャップリン (en:Charles Chaplin\Charlie Chaplin)
- 蒋介石夫人 (Madame Chiang Kai-shek)
- ジョゼフ・コンラッド (Joseph Conrad)
- エミール・クーエ (Émile Coué - 当人も余暇で彫刻を手がけていた
- クラレンス・ダロウ (Clarence Darrow)
- チャールズ・G・ドーズ (en:Charles G. Dawes) - 胸像：合衆国上院副大統領胸像コレクション（英語版）
- アーサー・コナン・ドイル (Arthur Conan Doyle)
- アルベルト・アインシュタイン (Albert Einstein)
- ドワイト・D・アイゼンハワー (Dwight D. Eisenhower
- フェルディナン・フォッシュ元帥 (Marshal Ferdinand Foch)
- アナトール・フランス (Anatole France)
- マハトマ・ガンディー (Mahatma Gandhi)
- アンドレ・ジッド (André Gide)
- エマ・ゴールドマン (Emma Goldman)
- W・アヴェレル・ハリマン (W. Averell Harriman)
- フランク・ハリス (Frank Harris)
- ドロレス・イバルリ (Dolores Ibárruri （ラ・パショナリア (La Pasionaria)）
- ロビンソン・ジェファーズ (Robinson Jeffers)
- ジェイムズ・ジョイス (James Joyce)
- ヘレン・ケラー (Helen Keller)
- ラドヤード・キップリング (Rudyard Kipling)
- ロバート・M・ラフォレット・シニア - ロバート・M・ラフォレット・シニア像（英語版）は、アメリカ合衆国議会議事堂の国立彫像ホール・コレクションにウィスコンシン州から寄贈された。
- D・H・ローレンス (D. H. Lawrence)
- エドワード・ドラモンド・リビー (Edward Drummond Libbey) - リビー・ガラス・カンパニー (Libbey Glass Company)、オハイオ州トレドのトレド美術館の創設者。
- ヘンリー・ルース (Henry Luce)
- ジョン・マリン (John Marin)
- E・W・マーランド (E. W. Marland)
- リディ・マーランド（英語版）と弟ジョージ・ロバーツ・マーランド (George Roberts Marland)
- ローウェル・メレット (Lowell Mellett)
- アンドリュー・メロン (Andrew Mellon)
- ジョン・パーシング将軍 (General John J. Pershing)
- ジョン・D・ロックフェラー (John D. Rockefeller)
- ウィル・ロジャース (Will Rogers) - 没後の制作：オリジナル像は、ニューヨーク州サラナク・レーク（英語版）のウィル・ロジャース記念病院 (Will Rogers Memorial Hospital) に設置された。ブロンズ像のウィル・ロジャース像（英語版）は、1939年にアメリカ合衆国議会議事堂の国立彫像ホールにオクラホマ州から寄贈された。
- フランクリン・デラノ・ルーズベルトFranklin Delano Roosevelt - フランクリン・D・ルーズベルト・フォー・フリーダムズ・パーク（英語版）に設置。
- イダ・ルビンシュタイン (Ida Rubinstein)
- カール・サンドバーグ (Carl Sandburg)
- E・W・スクリップス (E. W. Scripps)
- ジョージ・バーナード・ショー (George Bernard Shaw)
- リンカーン・ステフェンズ (Lincoln Steffens)
- ガートルード・スタイン (Gertrude Stein)
- ラビンドラナート・タゴール (Rabindranath Tagore)
- チトー元帥 (Marshal Tito[4]
- H・G・ウェルズ (H. G. Wells)
- ヘンリー・A・ウォレス (Henry A. Wallace) - 胸像：合衆国上院副大統領胸像コレクション
- ウォルト・ホイットマン (Walt Whitman -没後の制作：ウォルト・ホイットマン像（英語版）の立像は、複数鋳造されており、フィラデルフィアのウォルト・ホイットマン橋（英語版）や、ニューヨーク州のベア・マウンテン州立公園にある。
- ガートルード・ヴァンダービルト・ホイットニー (Gertrude Vanderbilt Whitney)
- エヴァン・ウイリアムズ (Evan Williams)
- ウッドロウ・ウィルソン (Woodrow Wilson)
- イズレイル・ザングウィル (Israel Zangwill)

## コレクション
デービッドソンの作品のいくつかは、ナショナル・ギャラリー・オブ・アートが所蔵している。
デービッドソンはまた、『ウォールデン 森の生活』の著者ヘンリー・デイヴィッド・ソローの像もデザインした。この像は、マサチューセッツ州コンコードのウォールデン池州立保護区に設置されている。
2006年、スミソニアン学術協会のナショナル・ポートレート・ギャラリーが、常設展示のひとつとして「ジョー・デービッドソン：ブロンズの伝記作家　（Jo Davidson: Biographer in Bronzex）」を設け、ガートルード・スタインやリンカーン・ステフェンズの像など、デービッドソンによるテラコッタやブロンズの作品14点を展示している。

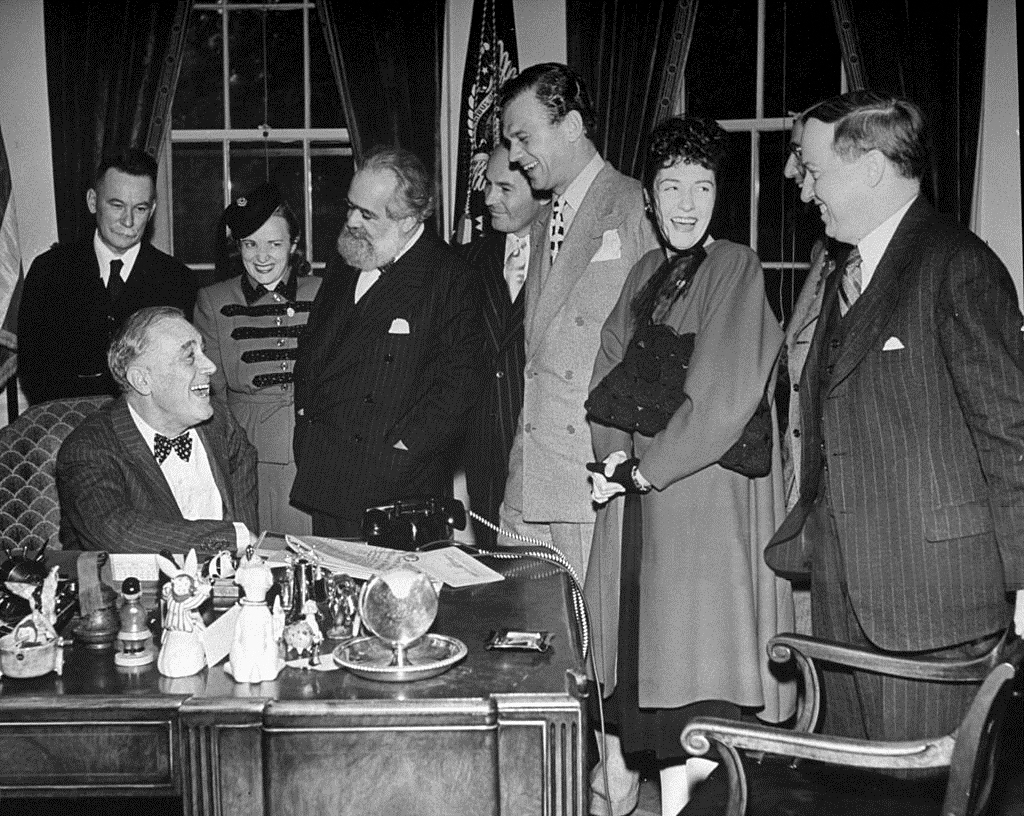
1944年10月、ホワイトハウスでF・D・ルーズベルト大統領と面会した「the Independent Voters Committee of the Arts and Sciences for Roosevelt（ルーズベルトを支持する芸術・科学独立投票者委員会）」の面々。左から、ヴァン・ワイク・ブルックス、ハンナ・ドーナー、ジョー・デービッドソン、ジャン・キープラ、ジョセフ・コットン、ドロシー・ギッシュ、ハーロー・シャプレー博士。

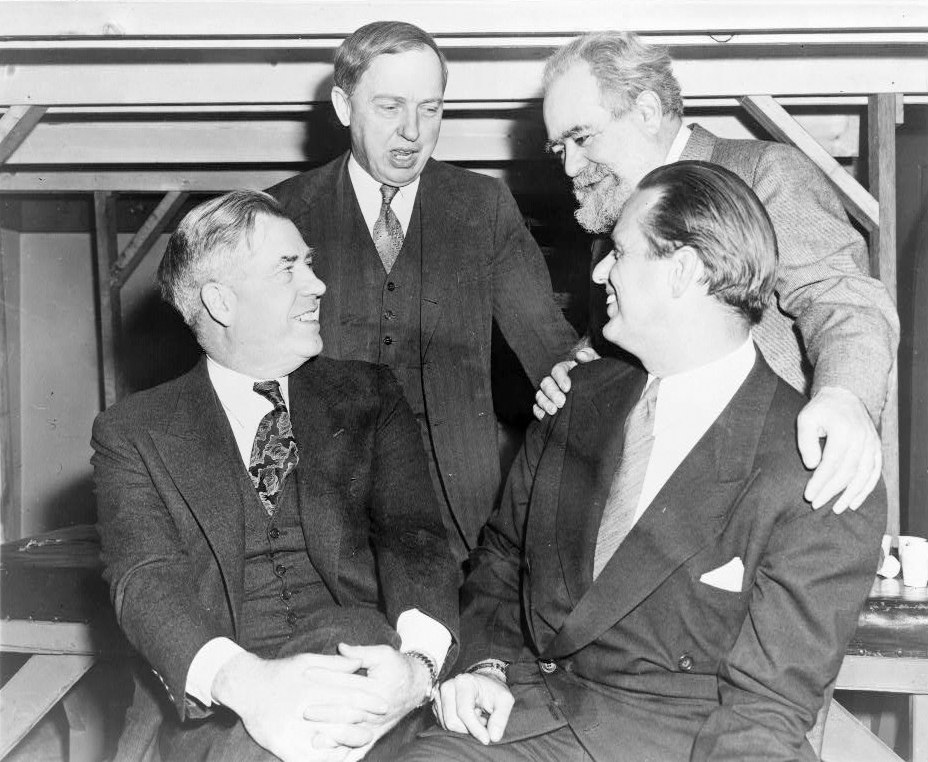
1947年当時のアメリカ進歩的市民同盟の面々。（前列左から）ヘンリー・A・ウォレス、エリオット・ルーズベルト、（後列左から）ハーロー・シャプレー博士、ジョー・デービッドソン。

## 政治活動
デービッドソンは、フランクリン・ルーズベルト大統領の政策と彼の再選を支持する左派＝リベラルのグループであった、芸術、科学、専門職独立市民委員会 (Independent Citizens Committee of Artists, Scientists, and Professionals, ICCASP) の議長を務めていた。このグループは、1946年に全国市民政治活動委員会 (National Citizens Political Action Committee, NCPAC) と合流して、アメリカ進歩的市民同盟 （Progressive Citizens of America, PCA) となった。デービッドソンは、フランク・キングドン博士 (Dr. Frank Kingdon) とともに、PCAの共同議長となった。PCAは冷戦期の逆風の中で、人種の平等や経済的公正、市民の自由を求める運動を続けた。PCAの中核となっていた部分は、1948年アメリカ合衆国大統領選挙においてヘンリー・ウォレスを進歩党から出馬させる母体となった。